# Power of the Blues
| 전문가 평가 | 전문가 평가 |
| 평가 점수   | 평가 점수   |
| 출처        | 점수        |
| ----------- | ----------- |
| Allmusic    | [ 1 ]       |

《Power of the Blues》는 북아일랜드의 기타리스트 게리 무어의 열 여섯 번째 스튜디오 음반으로, 2004년 6월 22일, 생츄어리 레코드에 의해 발매되었다. 이 음반의 녹음 동안, 무어는 1980년대에 큰 성공을 거둔 베이시스트 밥 데이즐리와 다시 작업했다.

## 배경
스카스라는 이름으로 음반에도 함께 참여한 대린 무니, 오랜 세월 무어와 함께 참여해 온 밥 데이즐리를 맞이한 파워 트리오의 연주를 주체로 하고 있다. 다만 수록곡 중 3곡에서는 짐 왓슨이 키보드로 참여했다. 〈I Can't Quit You Baby〉는 오티스 러시가 1956년 발표한 곡 커버로, 음반에서는 레드 제플린의 버전을 기반으로 한다.

## 곡 목록
모든 곡들은 특별한 언급이 없는 한 게리 무어에 의해 작사/작곡하였다.
| #   | 제목                            | 작사·작곡                    | 재생 시간 |
| --- | ------------------------------- | ---------------------------- | --------- |
| 1.  | 〈Power of the Blues〉          | 무어, 밥 데이즐리, 대린 무니 | 2:30      |
| 2.  | 〈There's a Hole〉              |                              | 5:38      |
| 3.  | 〈Tell Me Woman〉               |                              | 2:53      |
| 4.  | 〈I Can't Quit You Baby〉       | 윌리 딕슨                    | 5:48      |
| 5.  | 〈That's Why I Play the Blues〉 |                              | 4:05      |
| 6.  | 〈Evil〉                        |                              | 2:42      |
| 7.  | 〈Getaway Blues〉               | 무어, 데이즐리, 무니         | 3:42      |
| 8.  | 〈Memory Pain〉                 | 퍼시 메이필드                | 4:52      |
| 9.  | 〈Can't Find My Baby〉          |                              | 3:34      |
| 10. | 〈Torn Inside〉                 |                              | 5:37      |